# أكاديمية الأزهر العالمية لتدريب الأئمة والوعاظ وباحثي الفتوى
أكاديمية الأزهر العالمية لتدريب الأئمة والوعاظ وباحثي الفتوى هي أكاديمية مصرية تتبع مجمع البحوث الإسلامية بالأزهر الشريف، أنشأت بقرار الإمام الأكبر أحمد الطيب شيخ الأزهر في 7 أكتوبر 2018، واُفتتحت رسميًا في 16 يناير 2019، تهدف الأكاديمية إلى تأهيل وتدريب العاملين فى مجالات الوعظ، والإمامة والخطابة، والدعوة، وأمانة الفتوى، من خريجى الكليات الشرعية والعربية بجامعة الأزهر، بالتعاون والتنسيق مع وزارة الأوقاف ودار الإفتاء المصرية.

## الأقسام
تضم الأكاديمية قسمين هما:
- قسم التأهيل يختص بحديثى التخرج من الكليات الشرعية الراغبين فى الالتحاق بالعمل الدعوي.
- قسم التدريب يختص بالعاملين فى المجال الدعوي من الوعاظ والأئمة والدعاة وباحثى الفتوى وأمنائها.

## وصلات خارجية
- الموقع الرسمي للأكاديمية.
- الصفحة الرسمية للأكاديمية على موقع فيس بوك.